# Lehetetlen tárgy
A lehetetlen tárgy az optikai csalódások egyik típusa, ahol egy kétdimenziós ábrát úgy érzékelünk, mintha az háromdimenziós lenne, de közben geometriailag lehetetlen megvalósítani a valóságban. A lehetetlen tárgyakat csak megrajzolni lehet, de megépíteni a valóságban nem lehet.
Az optikai csalódások a látási folyamat téves észlelései, melyek általában azért jönnek létre, mert a látvány az érzeteket kiértékelő neuronrendszer számára egymásnak ellenkező módon értelmezhető jeleket tartalmaz. A legtöbb esetben a lehetetlenség nyilvánvalóvá válik néhány másodperc múlva, mégis az első impresszió egy 3D tárgyról marad meg. Vannak olyan rajzok, ahol a lehetetlenség nem derül ki azonnal, és csak a behatóbb vizsgálat után válik világossá: ez lehetetlen.
A hatás azon alapul, hogy az ábrákon minden térbeliséget sugalmazó utalást eltávolítanak. Agyunk megkísérli, például a kocka esetében is, a megszokott és elvárt kockamodellt ráilleszteni a képre. A szemünk nem kap segítséget ahhoz, hogy gyorsan eldöntse: melyik rész esik közelebb, így aztán próbálgat perspektívát alkalmazni, hol így, hol úgy.

## Történet
Oscar Reutersvärd svéd művész volt az első, aki lehetetlen tárgyakat tervezett. Úgy is hívták: „A lehetetlen tárgyak atyja”. 1934-ben rajzolta az úgynevezett Penrose-háromszöget, néhány évvel Penrose előtt.
Ez a rajz  nem teljesen azonos a később híressé vált Penrose-háromszöggel, mert Reutersvärd a háromszög oldalait kockákból állította össze. Maurits Cornelis Escher holland grafikus 1930-tól publikált lehetetlen ábrákat. 1957-ben rajzolta meg az első lehetetlen ábráját, a mágikus kockát.
Roger Penrose angol matematikus, miután meghallgatta Escher egyik előadását, újra felfedezte a lehetetlen háromszöget, és 1958-ban publikálta a British Journal of Psychology-ban. A cikk utal Escherre, aki felkeltette az érdeklődését a lehetetlen tárgyak iránt. Oscar Reutersvärdről nem tudtak.
Számos más művész, grafikus alkotott perspektivikus paradoxonokat (Jos de Mey, Shigeo Fukuda, Sandro del Prete, Guido Moretti, Tamás F. Farkas, Mathieu Hamaekers stb.).

## Példák

Oscar Reutersvärd 1934-ben alkotott kockákból felépített lehetetlen térbeli alakzata
A Penrose-háromszög a leghíresebb és legegyszerűbb lehetetlen tárgy. Alatta az ördög villája.
Maurits Cornelis Escher kockája egy Hyzer-illúzió. Ez is egy lehetetlen tárgy, amit csak megrajzolni lehet, de megépíteni nem.
Penrose lépcsőjét szintén csak megrajzolni lehet.
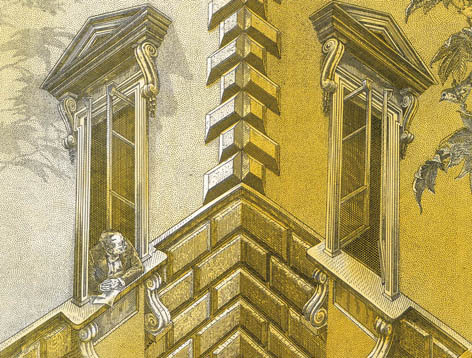
Orosz István (művésznevén: Utisz) sarokháza optikai csalódás, mely egyben lehetetlen konstrukció is
A lehetetlen kockát Necker-kockának is hívják. Az ábrán látható, hogy az optikai csalódásból hogyan lehet egy lehetetlen tárgyat rajzolni
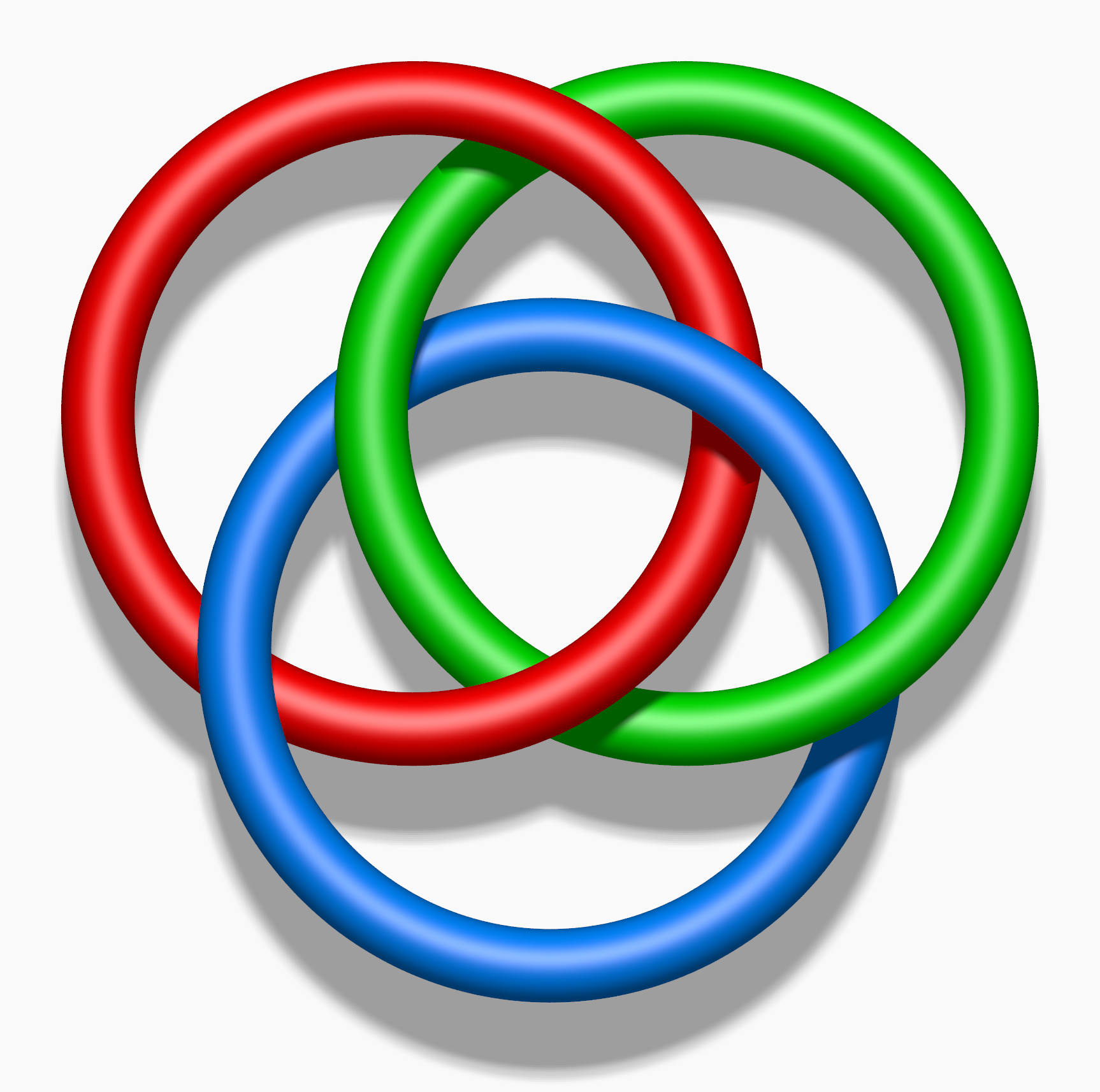
Borromean gyűrűk